# Arnfinn Nesset
Arnfinn Nesset (* 25. Oktober 1936 in Trøndelag, Norwegen) ist ein norwegischer Serienmörder. Der Krankenpfleger wurde am 18. März 1983 für schuldig befunden, 22 seiner Patienten ermordet zu haben. Er gestand noch weitere Morde, die ihm nicht nachgewiesen werden konnten.
Als uneheliches Kind in Trøndelag geboren lebte Nesset bei seiner Mutter, während er keinen Kontakt zu seinem Vater hatte. 1962 begann er in verschiedenen Pflegeheimen zu arbeiten.
1977 wurde Arnfinn zum Direktor des Orkdale-Tal-Pflegeheims ernannt. Als er seinen Posten antrat, kam es zu einem starken Anstieg der Mortalitätsrate bei den Patienten der Einrichtung. 1981 bemerkte ein Mitarbeiter, dass eine ungewöhnlich große Menge des Muskelrelaxans Curacit, einem Derivat des giftigen Curare, geordert worden war. Nesset wurde daher von der Polizei, die in dem Fall bereits zwei Jahre ermittelte, befragt. Nachdem er erst angegeben hatte, er habe mit dem Curacit Hunde einschläfern wollen, gestand er seine Mordserie an 27 Patienten. Sein Motiv sei es gewesen, die vollständige Kontrolle über ihr Leben zu haben.
Zu Prozessbeginn im Oktober 1982 plädierte er auf unschuldig in allen Anklagepunkten, da er sich nach eigenen Angaben für einen „Halbgott“ hielt. Verteidigt wurde er durch den Anwalt Alf Nordhus. Nach einem fünfmonatigen Prozess, in dem er wegen 27 Morden angeklagt war, wurde Nesset der Ermordung von 22 Menschen für schuldig befunden und zu 21 Jahren Gefängnis verurteilt, der Höchststrafe nach norwegischem Recht. Nesset gab im Zuge seiner Befragung verschiedene Motive für seine Untaten an, so neben Schizophrenie auch Genuss des Tötens und der Kontrolle. Vier unabhängige Psychiater untersuchten ihn daher und befanden ihn für geistig zurechnungsfähig und in der Lage, sich dem Prozess zu stellen.
Im Jahr 2004 wurde Nesset aus dem Gefängnis entlassen und nahm einen neuen Namen an.